# 栗原孝
栗原 孝（くりはら たかし、1947年10月21日 - ）は、東京都出身のプロゴルファー。

## 来歴
練馬区立大泉第二中学校卒業 。
1970年春にプロ入りして間もなく交通事故にあって骨折などの大ケガをするが無事に復帰し、1972年5月には結婚。1972年には日本プロで石井裕士と並んでの10位タイ、JALオープン10位に入った。	
1973年にホームの武蔵CCで開催された関東オープンでは、2日目に69をマークして6位、3日目には石井朝夫・佐藤精一・尾崎将司・草柳良夫と並んでの4位タイに浮上。最終日には上位陣が総崩れで激しい優勝争いから田中文雄・草柳と通算4アンダー284で並び、三つ巴のプレーオフでは、最初の9番で10mのロングパットを決めて優位に立つ。ホームコースの有利さを生かし、草柳を2打、田中を4打離して奇跡の逆転優勝を果たすと同時に武蔵CC所属プロとして初のトーナメント優勝となった。
1974年の静岡オープンでは金井清一・鷹巣南雄・島田幸作・新井規矩雄を破ってツアー2勝目を挙げ  、1975年の産報チャンピオンズでは初日をグラハム・マーシュ（オーストラリア）と共に首位の内田繁と1打差の2位タイでスタートし、最終日は76を叩いて6位に終わった。
1977年の静岡オープンでは初日と最終日に69をマークして謝永郁（中華民国）と並んでの9位タイ、1978年の表蔵王国際東北オープンでは松田司郎・井岡誠・入江勉に次ぐ4位に入った。
1979年の阿蘇ナショナルパークオープンでは野口茂・大場勲・小林富士夫・上野忠美・内田を抑えると同時に安田春雄・前田新作とのプレーオフを制して 5年ぶりのツアー優勝を挙げ、続くくずは国際では井上幸一・上原宏一・杉原輝雄・新井と並んでの3位タイに入った。
1980年には新潟県オープンで田原紘と共に石井秀夫・金井・内田袈裟彦・上原宏一・船渡川育宏に次ぐ7位タイ、表蔵王国際東北オープンでは初日を川俣茂と共に68をマークして2位タイでスタートし、45ホールで行われた最終日には浅井教司と並んでの3位タイに入った。
1982年のかながわオープンでは豊田明夫・青木功・杉原・鷹巣に次ぐと同時に矢部昭・坂下定夫・山本善隆・尾崎直道・森憲二を抑え、中村通と並んでの5位タイに入った。
1982年の埼玉オープンでは初日を船渡川と並んでの2位タイでスタートし、最終日には羽川豊・渡辺三男と並んでの2位タイに入った。
1982年の広島オープンでは初日を尾崎将・横島由一・小林・森・青木功・鷹巣・秋富由利夫と並んでの9位タイでスタートし、2日目には67をマークして首位の小林と2打差2位、3日目には小林と共に首位の羽川と3打差2位タイに着ける。最終日は1番でいきなりバーディーと好スタートを切り、7、8、9番で3連続バーディーの猛チャージを見せて逆転、アウト終了で羽川に1打差を付けた。後半も13番で栗原がバーディー、羽川がボギーで一気に3打差となり、焦った羽川が16番でもボギーを叩くのを尻目に、栗原は手堅いプレーで66のベストスコアをマーク。3年ぶり通算4度目の優勝 を挙げ、ホームで開催された日本オープンでは藤木三郎・陳志明（中華民国）と並んで矢部の8位タイと健闘 。
7年間シード外の悲哀を味わった末に、1983年には賞金ランク26位でシード復帰を果たす。
1983年にはダンロップ国際オープンで7位、静岡オープンでは草壁政治と共に矢部・金井・佐野修一・渡辺司・杉原・中村を抑えて中嶋常幸の2位タイに入った。
1984年の日本プロでは初日4ホールをプレーしただけで腰痛のために棄権し、以後4週間を休養に当てる。医者からは水泳はOKと出たため、連戦の疲れが出て、ゴルフにも根気が無かったところであった栗原は思い切り遊んで気分転換に成功。復帰後のサントリーオープン では初日に64という目覚ましいゴルフで8アンダーをマークし、マンデートーナメントから出場の鈴木弘一に1打差、青木には2打差、フレッド・カプルス（アメリカ）には3打差を付けて首位に立つ。2日目も3バーディ、ノーボギーと堅調なゴルフであったが、前日と同じ66で回った青木に1打逆転されて2位となる。3日目には青木と14番を終わって並んでいたが、青木が16番のパー3でティーショットをグリーン奥にこぼして寄らず入らずのボギーにし、栗原は17、8番を連続バーディにして突き放した。7バーディ2ボギーの67で71の青木に3打差を付けて抜け出す。最終日には1番でティーショットを右の深いラフに打ち込み、2番で左下18mの第一パットが3mもオーバーするという苦しい展開であったが、この立ち上がりの2つのピンチをパーで切り抜ける。6番ロングホールのティーショットはグリーンまで220m、フェアウェイ右にあるクロスバンカー際のラフで難しいライであったが、スプーンで力一杯叩いてカップの右6mに乗せてイーグルをもぎ取り、この時点で青木に6打差を付ける。後半には青木に2バーディで4打差と詰められ、優勝を意識したか3ボギーを打ったが、2年ぶりの優勝を果たす。サントリーオープンの優勝賞金1000万円を加えて一挙に12位に浮上し、秋口のうちにシードを確保。
決して満足な体調ではないが、持ち前の粘り強さとショートゲームの巧さで活躍し、ツアープロとクラブプロという実績は高く評価された。
1985年のブリヂストン阿蘇オープンでは謝敏男（中華民国）・倉本昌弘・湯原信光・中村・尾崎直・木村政信・高橋勝成・尾崎将・宮本康弘に次ぎ、新井・金子柱憲・金井・安達典夫・川上実と並んでの10位タイに入った。
1986年の静岡オープンでは3日目に首位に立ったが、最終日には2位の尾崎将と共に崩れ去り、新関善美と並んでの7位タイ に終わった。
1990年にはブリヂストン阿蘇オープンで高橋勝・甲斐俊光と並んでの9位タイ、水戸グリーンオープンでは岩下吉久と並んで時任宏治の2位タイに入った。
1993年のサントリーオープンを最後にレギュラーツアーから引退し、シニア転向後の1997年には日本シニアオープンで中山徹・長谷川勝治と並んでの8位タイに入った。

## 主な優勝

### レギュラー
- 1973年 - 関東オープン
- 1974年 - 静岡オープン
- 1979年 - 阿蘇ナショナルパークオープン
- 1982年 - 広島オープン
- 1984年 - サントリーオープン